# Titanomyrma
Titanomyrma (лат.) — род ископаемых гигантских муравьёв. Их окаменелости обнаружены в Европе и Северной Америке, их возраст составил около 49,5 млн лет. Титаномирма считается крупнейшим гигантским муравьём Западного полушария. Всего известно три вида — Titanomyrma lubei, Titanomyrma gigantea и Titanomyrma simillima.

## Открытие
Titanomyrma lubei был обнаружен в древних озёрных отложениях и хранился в Денверском музее природы и науки, штат Вайоминг, США. Окаменелость, являвшаяся частью коллекции Денверского музея природы и науки обнаружена Крисом Арчибальдом и главным куратором музея Кирком Р. Джонсоном.
После выделения рода титаномирма ранее описанные виды Formicium gigantea и Formicium simillima были включены в него и переименованы в Titanomyrma gigantea (Lutz, 1986) и Titanomyrma simillima (Lutz, 1986).
Хорошо сохранившиеся окаменелости Titanomyrma gigantea и Titanomyrma simillima были найдены близ деревни Мессель, в 30 км к югу от Франкфурта-на-Майне.